# 박초롱초롱빛나리 유괴 살해 사건
박초롱초롱빛나리 유괴 살해 사건은 1997년 8월 30일 서울특별시 동작구 사당동에서 박초롱초롱빛나리(1989년생, 여자, 당시 7세)가 전현주에게 유괴되어 살해당한 사건으로 전현주는 원심에서 무기징역을 선고받은 뒤 대법원에서 확정판결을 받고 현재 청주여자교도소에서 복역 중이다.

## 유괴 이전의 전현주
1969년 서울특별시 영등포구 신길동에서 태어난 전현주는 직업 군인이었던 아버지를 따라 전국 각지를 이사다니며 유년기를 보낸 후 서울에서 중학교와 고등학교를 다녔다. 
"의사 아니면 문필가가 되고 싶다"고 했지만 한신대학교 무역학과에 입학했고 졸업 이후 번번이 취업에 실패한 뒤 무위도식하면서 응급구조학 전공으로 미국 유학을 떠났으나 도중에 그만 둔 뒤 1995년 서울예술대학교 문예창작과 입학 후 연극을 하던 남편 최모씨와 1997년 2월 결혼을 했다.
평소에도 자주 거짓말을 했던 것으로 알려져 있던 전현주는 가령 남편조차 학교를 제대로 졸업한 줄 알고 있었으나 실제로는 미등록 제적된 상태였으며 주변에도 부모의 재산을 과시해왔으나 공직자 재산 공개에 따르면 사실무근인 것으로 밝혀졌다.
전현주는 집안의 반대를 무릅쓰고 결혼한 뒤 시댁과 친정의 경제적 지원도 없이 살면서도 낭비벽을 고치지 못하고 신용카드를 마구잡이로 써대는 바람에 1,150여만 원의 빚과 사채를 만들었고 그를 갚지 못하는 바람에 자신의 신길동 연립주택과 차량이 압류되었을 뿐만 아니라 9월 1일까지는 사채로 빌려쓴 자금 3백만 원을 갚도록 돼 있었지만 그마저도 전혀 갚지 못했다.
전현주는 이밖에도 남보다 우월한 위치를 내보이기 위해 인형극 무대장치 일을 하는 남편을 화려한 연극배우인 것처럼 남에게 소개하기도 하면서 경찰은 전현주가 평소 씀씀이를 메우지 못하고 돈을 물 쓰듯 하다가 빚에 쪼들리는 바람에 박초롱초롱빛나리 양을 유괴해 부모로부터 돈을 받아내려 한 것으로 보고 있었다.
경찰은 특히 전현주가 2천여 만원을 요구했다가 명동의 한 호텔 커피숍 앞에서 경찰의 불심검문을 받는 바람에 더 이상 자금 조달이 어렵고 신원만 노출될 것을 우려해 박초롱초롱빛나리 양을 살해한 것으로 파악했다.
전현주는 평소 카드를 흥청망청 써서 빚을 지는 바람에 나리양을 유괴한 뒤 나리양 집에 전화를 걸어 2천만 원이 입금된 계좌에 신용카드를 요구하기도 했으며 경찰 조사에서는 470여만 원의 빚이 있다고 했으나 검찰 조사 결과 5천만 원이 넘는 빚을 지고 있던 것으로 드러났다.

## 유괴 과정
전현주는 1997년 8월 30일 오후 3시경 서울 서초구 잠원동 한신 8차 아파트 부근 뉴코아아울렛(당시 뉴코아백화점) 문화센터에서 영어수업을 마치고 나오던 서울원촌초등학교 2학년 박초롱초롱빛나리를 유인했다. 
이후 전현주는 8월 30일 오후 6시, 8월 31일 오후 3시 52분, 밤 9시 3분까지 총 3차례에 걸쳐 명동과 남산 부근의 공중전화에서 박초롱초롱빛나리의 부모에게 2천만원을 요구하는 전화를 걸었다. 
전현주는 박 양의 집에 첫번째 협박전화를 한 뒤 박 양에게 수면제를 먹였고 이후 수면제를 복용해도 배고픔으로 지친 박 양이 잠에 들지 않고 엉엉 울면서 집에 보내줄 것을 애원하자 박 양의 목을 졸라 살해했다.

## 첩보 입수 및 피의자 체포
경찰은 명동에서 전화가 걸려왔을 당시 주변 커피숍에서 신분을 조사했고 전현주는 이 과정에서 신분을 조사당했고 이후 9월 11일 전현주의 자택 주변에서 형사들이 배회함을 눈치챈 전현주의 아버지가 수사본부에 전화를 걸어 자초지종을 물었고 대화 중 전현주의 아버지는 9월 1일 딸이 가출했다는 사실을 경찰에게 알려줬다.
경찰은 전현주의 부모, 외삼촌과 통화 1시간 반 뒤 '행주산성에서 만나'자는 전화 음성이 전현주의 것임을 확인했고 결국 9월 12일 오전 9시 20분 신림동의 여관에서 은신 중인 첩보를 입수하여 피의자 전현주를 체포했는데 그 당시 전현주는 검거 당시 임신 8개월의 임산부였다.
그 후 오전 11시 45분경 경찰은 전현주의 자백에 의해 서울 동작구 사당동의 남편 최씨의 극단 사무실 창고를 수색하던 도중 등산용 가방 속에 있는 박초롱초롱빛나리 양의 시신을 발견했다.

## 경찰 조사
전현주는 경찰 조사에서 성폭행에 의한 강압으로 범행을 저질렀으며 5명의 공범이 있다고 하다가 단독 범행이라고 주장하는 등 진술이 오락가락하는 모습을 보였다.
일부에서는 임산부 혼자 하기 힘들다는 점을 들어 공범이 있을 수 있다고 추측하기도 했지만 경찰은 전현주가 다른 공범들의 구체적인 인상착의를 제시하지 못한다는 점과 엉성한 수법 및 적은 몸값을 이유로 단독범행임을 결론내렸다.

## 기소 및 재판
검찰에서 전현주는 다시 2명의 공범이 있다는 주장을 폈고 전현주의 남편과 어머니 역시 공범이 있다는 주장을 했으나 검찰은 은행 CCTV에서 전현주하고 박초롱초롱빛나리 단 둘 뿐이었으며 메모지에서 범행 계획이 발견된 점을 근거로 단독범행이라고 발표했다. 
전현주의 출산 뒤 진행된 공판에서도 전현주는 자신이 살해한 것이 아닌 공범이 살해했다고 주장했고 2차 공판에서는 자신을 성폭행한 20대 남자 2명과 여자 1명 등 총 3명의 공범이 더 있다고 말하기도 했다. 
증언대에 선 한 정신 감정의는 전현주에게 "연극성 성격장애"가 있다며 전현주의 공범 주장의 신빙성에 의문을 제기했으며 결국 검찰은 특정범죄가중처벌법에서 미성년자 약취유인살해죄를 적용해 사형을 구형하였으나 향후 무기징역으로 감형되었으며 전현주는 최후 진술에서도 공범이 살해했다는 주장을 폈다.

## 판결
서울중앙지방검찰청(당시 서울지방검찰청) 형사3부 강신엽 검사는 사형을 구형했으나 서울중앙지방법원(당시 서울지방법원) 형사합의 21부 이윤승 부장판사는 초범인데다 우발적 살인이라는 점을 참작하여 전현주에게 무기징역(특정범죄가중처벌법 위반(미성년자 약취·유인죄 적용))을 선고했고 이후 항소심에서도 역시 무기징역이 선고되었으며 대법원은 전현주의 상고를 기각해 원심을 확정했다.

## 박초롱초롱빛나리의 장례식
박초롱초롱빛나리의 빈소는 서울강남병원 장례식장에 마련되어 같은 반 친구들과 담임 선생님, 아버지 박영택, 어머니 한영희, 친척 식구들이 함께 한 끝에 진행되었고 이후 박초롱초롱빛나리의 시신은 9월 13일 발인 후 경기도 성남시에 소재한 영생관리사업소에서 부모님이 생일 선물로 사 준 분홍색 곰인형, 빨간색 원피스와 함께 한 줌의 재로 변했으며 박초롱초롱빛나리 양의 유해는 지난 여름 가족들과 함께 휴가를 떠났던 대천해수욕장에 뿌려졌다.

## 사건 이후
당시의 수서 경찰의 공개수사 시기에 대한 논란이 있었는데 실종 5일 후인 9월 3일부터 부모의 동의에 따라 경찰이 공개수사에 착수했으나 일부에서는 생사도 불투명한 상태에서 불확실한 몽타주를 바탕으로 경찰이 공개수사를 결정한 것은 성급했다고 지적하기도 했다. 
공개수사를 하게 되면 범인의 검거 가능성이나 어린이의 생존 가능성 모두 줄어드는데 이 사건의 경우 경찰이 명동에서 범인을 놓치면서 어쩔 수 없이 공개 수사로 가게 되었다는 분석이 있으며 이 사건 수사가 장기화될 조짐을 보이자 학부모들은 불안심리가 확산되면서 자녀들을 동반 귀가시키는 사례가 부쩍 늘었다. 
당시 만삭의 몸이었던 전현주는 그 해 경찰병원에서 10월 15일 딸을 출산했으며 재판부는 2주 동안 형집행정지 명령을 내렸는데 원래 임신한 여성 죄수가 출산을 앞두게 되면 4주 동안 형 집행을 정지시켜 주는데 전현주는 워낙 죄질이 나쁜 탓에 2주 동안만 형 집행을 정지한 것이다.
향락에다 허영심, 사치, 낭비벽에 물든 한 여인의 끝없는 욕심은 결국 순진무구한 여자 어린이의 희생, 부모에게는 평생 지울 수 없는 고통, 자신에게는 무기수라는 뗄레야 뗄 수 없는 꼬리표만을 남긴 채 사회에서 영원히 격리당하는 파멸의 길로 걸어가고 말았다.
한편 판결 이후 전현주가 출산한 아이는 미국으로 입양을 떠났으며 피의자 전현주는 무기징역을 선고받은 이후 현재까지도 청주여자교도소에서 무기수로 복역 중이다.

## 관련 미디어
- 표리부동 (KBS)
- 꼬리에 꼬리를 무는 그날 이야기 (SBS)